# North Rock Springs (Wyoming)
North Rock Springs es un lugar designado por el censo ubicado en el condado de Sweetwater en el estado estadounidense de Wyoming. En el año 2010 tenía una población de 2.207 habitantes y una densidad poblacional de 33.44 personas por km².

## Geografía
North Rock Springs se encuentra ubicado en las coordenadas 41°39′54.37″N 109°16′42.13″O / 41.6651028, -109.2783694. Según la Oficina del Censo, la localidad tiene un área total de 66 km² (25,5 mi²), de la cual 65,9 km² (25,4 mi²) es tierra y 0,1 km² (0 mi²) (0.08%) es agua.

### Localidades adyacentes
El siguiente diagrama muestra a las localidades en un radio de 84 kilómetros (52,2 mi) de North Rock Springs.

## Demografía
En el 2000 la renta per cápita promedia del hogar era de $53.649, y el ingreso promedio para una familia era de $55.819. El ingreso per cápita para la localidad era de $20.029. En 2000 los hombres tenían un ingreso per cápita de $45.923 contra $22.450 para las mujeres. Alrededor del 8.0% de la población estaba bajo el umbral de pobreza nacional.